# Guy XX de Laval
Pour les articles homonymes, voir Guy de Laval, Famille de Laval et Maison de Coligny.
Guy XX de Laval, François de Coligny, (6 mai 1585, comté d'Harcourt en Normandie - 3 décembre 1605, Komárom en Hongrie), est comte de Laval, baron de Vitré, vicomte de Rennes, baron de Quintin, seigneur d'Avaugour (en Plésidy), seigneur de Rochefort et baron de La Roche-Bernard, seigneur de Montfort, de Gaël, de Tinténiac, et de Bécherel, châtelain du Désert-à-Domalain.

## Biographie

### Origine
Guy XX de Laval est le fils de Guy XIX de Laval et de Anne d'Alègre. Il perd son père presque à sa naissance. En 1588, il est emmené à Sedan par sa grand-mère déguisée en paysanne, pour qu'il soit élevé dans le protestantisme et pour le soustraire aux fureurs de la guerre civile qui embrasait alors le royaume de France. Henri III lui retire aussitôt sa tutelle et la confie à Charles de Lorraine.

### Culture
Ses précepteurs et ses écuyers donnèrent tous leurs soins pour le former, les uns aux lettres, les autres aux exercices militaires. À 16 ans, il savait le grec, parlait le latin comme sa langue maternelle, comprenait l'espagnol, l'italien, l'allemand. Il devint l'un des seigneurs les plus adroits au maniement des armes. Il voyageait non par désœuvrement mais pour s'instruire consignant dans ses notes le fruit de ses observations.

### Campagne militaire
À l'âge de dix-huit ans, s'étant dérobé à la vigilance de sa mère, il participe à une campagne en Flandre. Après une autre campagne en Italie, il participe à nouveau en Flandre, à l'armée du comte Maurice de Nassau. En janvier 1604, il participa à la prise de l'Écluse, où il fit son entrée en compagnie des comtes Jean et Henri de Nassau.
Le roi Henri IV, auquel il fut présenté quelque temps après, le prit en affection, et lui donna des lettres de conseiller d'État. On parlait, dès lors, de le marier avec la comtesse de Chemillé, riche héritière.

### Italie
Mais, comme il ne respirait que pour les armes et les voyages, il partit à 19 ans vers la fin de 1604, pour l'Italie. Il fut le témoin à Naples le 19 janvier du miracle de Saint Janvier. Il en resta frappé et fit part de ses impressions. Sa mère en fut avertie de bonne heure, et vint à Rome par permission du pape Paul V, qui lui fit un accueil distingué et qui l'avait reçu en audience familière avec la plus grande bienveillance, comme à un seigneur, dont les aïeux avaient bien mérité du Saint-Siège. Sollicité par sa sainteté de rentrer dans la religion qu'ils avaient professée, il se rendit et promit de faire abjuration à son retour en France. Il tint parole malgré les oppositions de sa mère et les vives remontrances des Protestants, qui publièrent, dans la suite, que son changement de religion n'avait pas été libre.

### Conversion
Arrivé à Paris, il eut l'honneur d'être admis par Henri IV à la messe dans sa chapelle, et il s'était mis sans retard sous la direction du Père Pierre Cotton. La conversion, malgré l'opposition de sa mère, et des principaux huguenots est déjà décidée.
Entre le jour de Pâques et le 21 avril 1605, Guy XX de Laval se convertit au catholicisme. Les protestants qui avaient tout mis en œuvre pour éviter la défection d'un de leurs chefs futurs, affectèrent ensuite une indifférence pour cette conversion qui les désolait. Guy XX fit un récit motivé à sa mère intitulé La conversion de monsieur le comte de Laval, avec la dispute faite par luy contre les Ministres, et la vérité par luy recognue dans la Foy Catholique, Apostolique et Romaine. Ensemble la lettre envoyée à Madame la Maréchalle de Fervaque, sa mère, sur le sujet de sa conversion, Paris, 1635, 15 p., in 12.

### Expédition en Hongrie
La guerre était déclarée alors en Hongrie, entre l'empereur et les Turcs. Le 29 août 1605, il mène une expédition, en Hongrie, contre les Turcs, pour y servir comme volontaire dans les armées de l'Empereur. Il fit avant son départ un voyage dans ses terres du Maine et de Bretagne. Sa mère ne le voyait pas d'un bon œil prendre parti pour les princes catholiques. Charles Maucourt de Bourjolly semble insinuer que ce fut par zèle pour la religion qu'il entreprit cette expédition.
Il est accompagné de plusieurs gentilshommes dont : M. de Marolles, David Rivault de Flurence et Petro Orlancy. La troupe passe à Nancy le 1er septembre, à Dillingen le 11 septembre, à Aschach, le 17 septembre, à Grein, le 18 septembre.
À Grein, le comte Guy change son mode de voyage, il va cesser de descendre le Danube en bateau et s'acheminer par terre. Il est à Vienne le 20 septembre, dont il repart le 8 octobre. Le 16 octobre, la troupe rejoint l'armée de Hongrie, conduite par Giorgio Basta. Le comte fut tué par les Turcs devant Komárom le 3 décembre 1605 ; et Rivault, qui combattait près de lui, fut blessé de deux coups de cimeterre et d'un coup de hache. Pour l'Art de vérifier les dates, il courut même à Paris, sur sa mort, un bruit fort désavantageux, qu'il se dispense de répéter, parce qu'il ne voit pas sur quoi il était fondé.
Lucien Bezard, qui était en 1907, professeur à Budapest, a dressé l'itinéraire du jeune seigneur de Laval. Au point de vue historique, il en résulte que la Hongrie n'était pas en décembre 1605 en état d'hostilité contre la Turquie, et que le comte de Laval n'a pu être tué que dans une rencontre avec des irréguliers musulmans.

### Épilogue
Après la mort de leur chef, les gentilshommes durent songer à ramener en France sa dépouille mortelle et y rentrer eux-mêmes. Son corps, transporté d'abord à Vienne. Ramené à Laval, le corps de Guy XX resta sans dépôt et sans sépulture dans l'église des Dominicains de Laval jusqu'en 1609. Ce retard était dû aux difficultés survenues entre les divers prétendants à la succession, et à la négligence de sa mère.
Les prétentions rivales des Dominicains, et des chanoines de Saint-Tugal de Laval pour leurs droits respectifs à posséder les corps du comte de Laval occasionnèrent également un procès devant le siège ordinaire du comté entre le chapitre. Chacun réclamaient l'honneur de voir le défunt inhumé dans leur église. La contestation finit par une transaction portant que le corps serait enterré dans l'église des Jacobins sans que cela pût tirer à conséquence pour l'avenir, et le cœur dans celle de Saint-Tugal ; que le chapitre officierait à la sépulture, et que les Jacobins assisteraient au dépôt du cœur à Saint-Tugal. Ses obsèques qui furent magnifiques n'eurent lieu que le 26 février 1609. Le prieur Dominicain, Olivier de Cuilly, prononça une oraison funèbre dans laquelle il rappela toute la gloire et la grandeur de la famille de Laval dont le dernier représentant était décédé.

### Héritage
Par sa mort, la ligne de Catherine de Laval, fille aînée de Guy XVI de Laval et de Charlotte d'Aragon, ayant manqué, il fallut détourner à la représentation d'Anne de Laval, sœur cadette de Catherine, et femme de François de la Trémoille, duc de Thouars. De ce mariage était sorti Louis de la Trémoille, qui fut père de Claude de la Trémoille, dont le fils aîné, Henri, cousin, de Guy XX au quatrième degré, se trouvait son plus proche héritier. Mais il fut obligé :
- 1. de donner de grandes récompenses à messieurs d'Olonne-Noirmoutier, descendus, comme lui, de François de la Trémoille et d'Anne de Laval ;
- 2. au prince de Condé, fils de Charlotte, sœur de Claude de la Trémoille.

Après la mort de Claude de La Trémoille en octobre 1604, Charlotte-Brabantine d'Orange-Nassau prend en main la gestion des domaines familiaux de la famille de la Trémoille, dont la superficie est doublée en 1605 par l'héritage de vastes terres en Bretagne et en Mayenne à la suite de la mort de Guy XX, comte de Laval.
De plus, il y eut procès entre mesdames les duchesses d'Elbeuf et de la Trémoille, comme ayant la garde-noble de leurs enfants, la première, prétendant que le comté de Montfort avait été acquis par M. d'Andelot et Claude de Rieux, sa femme ; à quoi elle ajoutait, que le comté de Laval était l'acquêt de Guy XIX, parce qu'il avait été confisqué sur Renée de Rieux, comtesse de Laval, décédée après sa condamnation. Mais comme M. d'Andelot avait eu Montfort pour son partage, en payant les dettes de Guy XVII, et que, par les édits de pacification, toutes choses avaient été remises en leur
premier état, toutes condamnations et confiscations annulées, les comtés de Montfort et de Laval furent jugés être de l'ancien patrimoine. En conséquence par devant Bontems, notaire au châtelet, le 7 juin 1607, par l'avis du duc de Bouillon, du président de Thou, de du Plessis-Mornay, et de Daniel Hay du Chastelet, juge de Laval. Les comtés de Laval, de Montfort, de Quintin, avec la vicomte de Rennes et les baronnies de Vitré, de la Roche, etc., furent abandonnés au duc de la Trémoille ; mais la Roche-Bernard, l'une des neuf anciennes baronnies de Bretagne, fut cédée avec d'autres terres à la veuve de Guy XIX, pour tenir lieu de son douaire.

## Source
« Guy XX de Laval », dans Alphonse-Victor Angot et Ferdinand Gaugain, Dictionnaire historique, topographique et biographique de la Mayenne, Laval, A. Goupil, 1900-1910 [détail des éditions] (BNF 34106789, présentation en ligne), t. IV, p. 529.